# Xyris acrophila
Xyris acrophila är en gräsväxtart som beskrevs av Gustaf Oskar Andersson Malme. Xyris acrophila ingår i släktet Xyris och familjen Xyridaceae. Inga underarter finns listade i Catalogue of Life.